# Corethrella hispaniolensis
Corethrella hispaniolensis är en tvåvingeart som beskrevs av Art Borkent 2008. Corethrella hispaniolensis ingår i släktet Corethrella och familjen Corethrellidae. Inga underarter finns listade i Catalogue of Life.